# Tijuana Flats
Tijuana Flats Tex-Mex é uma rede de restaurantes americana de propriedade privada que serve a culinária Tex-Mex. Possui mais de 91 locais (65 de propriedade da empresa e 26 franqueados) na Flórida, Alabama, Tennessee e Carolina do Norte. Os restaurantes Tijuana Flats são híbridos de fast casual com comida fresca, bares de molhos picantes, murais de arte e cultura fora do comum. Os clientes fazem o pedido no balcão da frente e são servidos depois de se sentarem.
O restaurante foi fundado em Winter Park, Flórida, em 1995, por Brian Wheeler, formado pela Universidade da Flórida Central, com US$ 20.000 em empréstimos. A empresa tinha 18 locais antes de se expandir para fora do estado em 2004.

## Menu

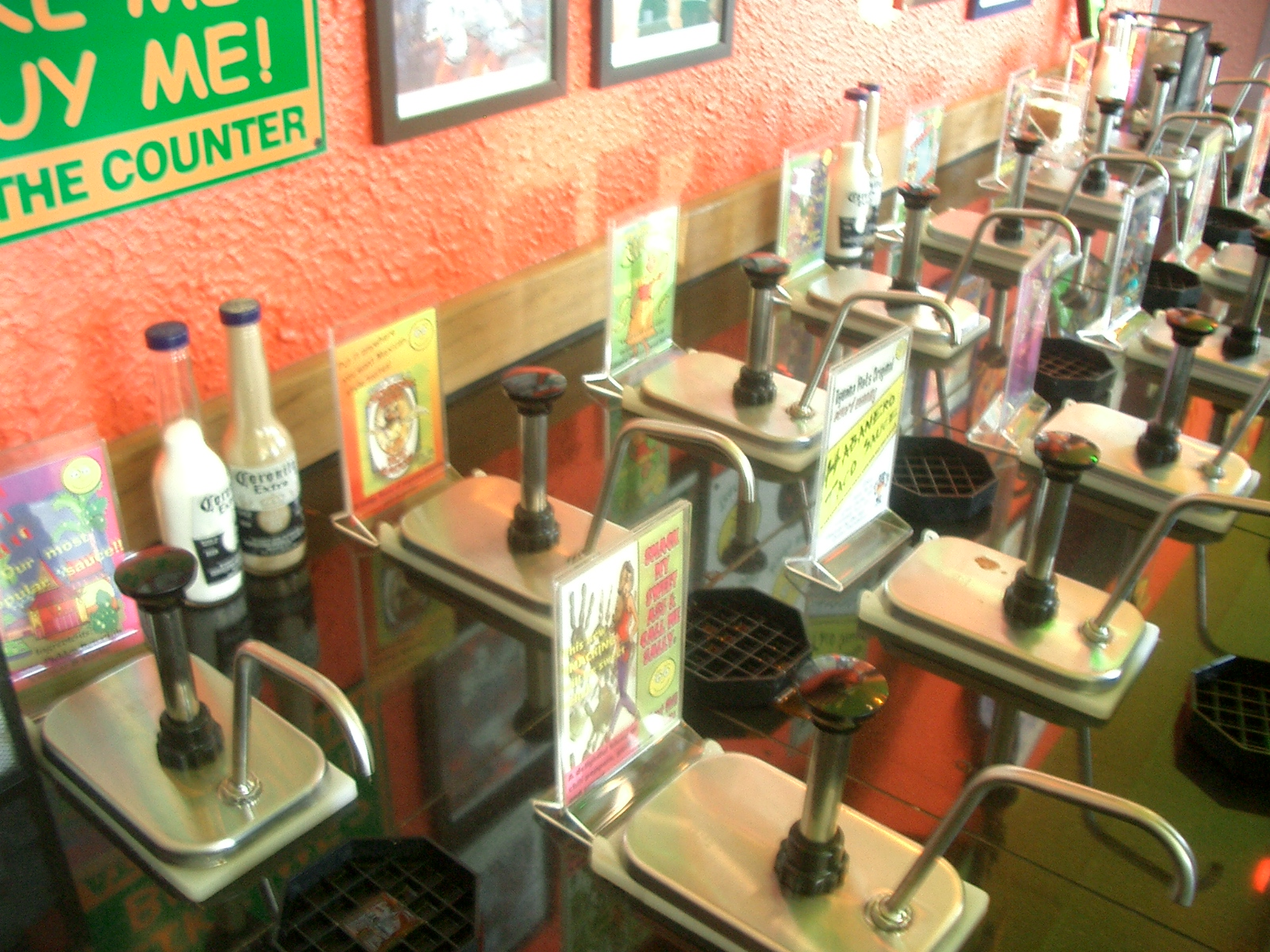
Um bar de molhos picantes de Tijuana Flats

As entradas do Tijuana Flats incluem burritos, tigelas de burrito, chimichangas, dos tacos, flautas, saladas frescas, nachos, quesadillas e wing. Os clientes podem escolher entre tortilla de farinha e trigo, bem como milho duro para os tacos. Todos os itens, com exceção dos itens ultrajantes, vêm com a opção de coberturas de alface, tomate, cebola, creme azedo e jalapeños, bem como recheios que incluem frango clássico desfiado e enegrecido, carne bovina, bife, camarão, feijão preto e refrito. Há também a opção de fazer as entradas Powerlite com queijo com baixo teor de gordura e creme azedo; sufocadas com molho queso ou chipotle; megajuana com carne dupla e queijo; e uma refeição com arroz, feijão e bebida.
Os clientes também podem pedir uma entrada de batatas fritas com salsa fresca ou apimentada, queso, guacamole ou um trio dos três; um acompanhamento de salsa fresca ou apimentada, pico de gallo, queso, guacamole, arroz ou feijão; e uma sobremesa de mordidas de churros ou flautas de massa de biscoito. Também estão disponíveis kits de refeição de burrito, taco e asa.